# Turning Stone Casino Classic XXIII
Das Turning Stone Casino Classic XXIII war ein Poolbillardturnier in der Disziplin 9-Ball. Es fand vom 8. bis 11. Januar 2015 im Turning Stone Casino in Verona im Oneida County in New York statt und war Teil der Joss Northeast Tour. Titelverteidiger Jayson Shaw gewann das Turnier durch einen 13:11-Finalsieg gegen den Kanadier John Morra.

## Modus
An dem Turnier nahmen 128 Spieler teil. Gespielt wurde im Doppel-K.-o.-System, wobei jedoch nur ein Finale gespielt wurde. Ausspielziel waren neun Spiele in der Vorrunde und dreizehn Spiele im Finale.

## Preisgeld
| Platzierung   | Preisgeld   |
| ------------- | ----------- |
| Sieger        | 8.000 US-$  |
| Finalist      | 5.000 US-$  |
| 3. Platz      | 3.600 US-$  |
| 4. Platz      | 2.600 US-$  |
| 5.–6. Platz   | 2.000 US-$  |
| 7.–8. Platz   | 1.600 US-$  |
| 9.–12. Platz  | 1.200 US-$  |
| 13.–16. Platz | 850 US-$    |
| 17.–24. Platz | 550 US-$    |
| 25.–32. Platz | 300 US-$    |
| Gesamt        | 41.000 US-$ |

## Rangliste
Im Folgenden ist die Rangliste 32 bestplatzierten Spieler angegeben.
| Platz | Spieler          |
| ----- | ---------------- |
| 1     | Jayson Shaw      |
| 2     | John Morra       |
| 3     | Mika Immonen     |
| 4     | Jeremy Sossei    |
| 5     | Ron Casanzio     |
| 5     | Shaun Wilkie     |
| 7     | Brandon Shuff    |
| 7     | Rodney Morris    |
| 9     | Johnny Archer    |
| 9     | Mike Dechaine    |
| 9     | Danny Hewitt     |
| 9     | Sylvain Grenier  |
| 13    | Robb Saez        |
| 13    | Martin Daigle    |
| 13    | Thorsten Hohmann |
| 13    | Stevie Moore     |

| Platz | Spieler           |
| ----- | ----------------- |
| 17    | Jeffrey Ignacio   |
| 17    | Cleiton Rocha     |
| 17    | Karen Corr        |
| 17    | Corey Deuel       |
| 17    | Stephan Doiron    |
| 17    | Paul Pensgen      |
| 17    | Jerry Crowe       |
| 17    | Bucky Souvanthong |
| 17    | Jason Michas      |
| 26    | Tom D’Alfonso     |
| 26    | Dan Heidrich      |
| 26    | Greg Antonakos    |
| 26    | Alain Parent      |
| 26    | Sean Morgan       |
| 26    | Marco Kam         |
| 26    | Willie Oney       |